# Miloslav Troup

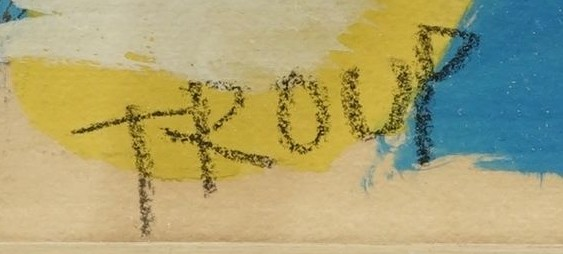
Signierung von Miloslav Troup

Miloslav Troup (* 30. Juni 1917 in Hořovice; † 22. Februar 1993 in Prag) war ein tschechoslowakischer Maler, Grafiker und Illustrator.

## Biographie
Troup war Absolvent des Gymnasiums in Beroun (1935), der Staatlichen Grafikschule in Prag (1937), der Akademie für Kunst, Architektur und Design Prag – Atelier von  Jaroslav Benda (1942), der École nationale supérieure des beaux-arts de Paris und der École des Arts Décoratifs in Paris bei Brianchon und Desnoyer (1945–1947, mit einem Stipendium der französischen Regierung).
Von 1947 bis 1950 war er als freier Künstler in Frankreich tätig. Er stellte seine Werke bei den Peintres d’aujour d’hui (Maler des Tages) und der École de Paris aus und in verschiedenen Salons.
Im Jahr 1950 kehrte er in die Tschechoslowakei zurück, wo er seit der Gründung der Union der tschechoslowakischen Künstler (seit 1990 Union der Künstler) mitwirkte.
Er lebte in Prag und arbeitete im Bereich der freien Malerei und Grafik, vor allem in der Buchillustration. Er hat mehr als 160 Titel illustriert, von denen einige in zwölf Sprachen und zehn Ausgaben erschienen sind (Artia Praha). Bei den grafischen Techniken überwiegen Lithografie, Raster-Offsetdruck und Glasklischeedruck.
Er machte sich auch auf dem Gebiet der angewandten Kunst einen Namen; er schuf Entwürfe für Bleiglasfenster, die in Prag, Olmütz, Pitin, Ostrau, Martina und Česticy bei Volyn angebracht wurden.
Wandteppiche nach seinen Entwürfen wurden für die Südböhmische Galerie Alš in Hluboká nad Vltavou und für die repräsentativen Säle des Altstädter Rathauses in Prag gewebt. Er beschäftigte sich auch mit Werbegrafiken (Plakate, Kalender, Reiseführer, Kataloge).

## Auszeichnungen
- 1963 Goldmedaille auf der Internationalen Biennale der Buchillustration in Sao Paulo
- 1964 Preis für das beste Kulturplakat auf der Biennale der angewandten Grafik mit internationaler Beteiligung in Brünn
- 1965 Preis für Illustrationen zu Vančurs Prosa
- 1966 UNESCO-Preis für die besten Illustrationen auf der Frankfurter Buchmesse
- 1970 Preis des Kulturministers für Buchgestaltung
- 1971 IBA Leipzig Medaille
- 1974 Verlagspreis von Albatros
- 1975 Lobende Erwähnung von Odeon Publishers
- Preise zum 15. und 20. Jahrestag der Tschechoslowakischen Sozialistischen Republik
- Sechsmal im Wettbewerb um das schönste Buch ausgezeichnet

## Repräsentation in Sammlungen
- Alš Südböhmische Galerie in Hluboká nad Vltavou
- Galerie für moderne Kunst in Hradec Králové
- Mährische Galerie in Brünn
- Kunstmuseum Olomouc
- Galerie für moderne Kunst in Roudnice nad Labem
- Galerie der schönen Künste in Litoměřice
- Ostböhmische Galerie in Pardubice
- Museum von Zentral Pootaví Strakonice
- Bezirksmuseum Prachatice
- Gedenkstätte für Nationalliteratur in Prag
- Slowakische Nationalgalerie Bratislava
- In kleineren Museen, Schulen und anderen öffentlichen und privaten Sammlungen in der Tschechischen Republik, der Slowakischen Republik, Deutschland, Italien, Frankreich, Belgien, Portugal, Kanada und den USA.

## Einzelausstellungen
- 1946 Galerie Jeanne Bucher Paris
- 1948 Städtische Galerie Nizza, Galerie du Bac Paris
- 1957 Ausstellungshalle der Volksdemokratie Prag, Kunstgalerie Karlovy Vary, (mit František Matoušek), Staatsschloss Hořovice
- 1958 Kabinett der Künste Brünn, Tschechoslowakische Schriftstellerin Prag
- 1960 OÚNZ Prachatice
- 1963 Städtisches Haus der Erleuchtung Aš
- 1964 Heimatkundemuseum Strakonice, Regionalmuseum Gottwaldov
- 1966 Kleine Galerie Tepna Náchod
- 1967 Galerie Platýz Prag, Städtische Galerie Rosenheim (mit Maria Vindišová)
- 1969 Galerie für moderne Kunst in Roudnice nad Labem, Gedenkstätte für nationale Literatur
- 1970 Museum von Zentral Pootaví Strakonice
- 1975 Bezirkskulturzentrum Beroun
- 1977 Albatros Prag
- 1979 Ausstellungshalle Sobotka, organisiert von der Bezirksgalerie in Jičín
- 1980 Bologna
- 1982 Prag
- 1983 Gedenkstätte für südböhmische Literatur Goldene Krone
- 1984 Dronniglund kustcenter, Dänemark
- 2011 Alšova jihočeská Galerie in Hluboká nad Vltavou[1]
- 2013 Topič Club, Prag[2]
- 2017 Miloslav Troup – 100 Jahre / Illustrationen, Nationalbibliothek der Tschechischen Republik
- 2017 Miloslav Troup – 100 Jahre, Stadthaus Prag

## Teilnahme an Ausstellungen - Auswahl
- 1948 Portugal – mit der Gruppe Jeune École de Paris
- 1950 Belgien, Finnland, Frankreich – mit der Gruppe Jeune École de Paris
- 1955 Prag, Erste Nationale Ausstellung für angewandte Grafik
- 1958 Prachatice, Die Region des Goldenen Steigs im Werk zeitgenössischer Künstler
- 1959 Hluboká nad Vltavou (AJG)
- 1960 München, Tschechoslowakische Ausstellung des Kunsthandwerks Mariánské Lázně, Chopin in den Werken tschechischer Künstler Hluboká nad Vltavou, Der Anteil der südlichen Zünfte an der Schaffung des Nationalschatzes (AJG)
- 1961 Vimperk, Aus der Sammlung moderner Kunst der AJG
- 1962 Kamenice nad Labem, Zeitgenössische Kunst aus den Sammlungen der AJG Hradec Králové, Kunst und Kunsthandwerk
- 1963 Havanna, Ausstellung für Kunst und Kunsthandwerk České Budějovice, Kunst und Kunsthandwerk
- 1964 Pardubice, Landschaften und figurative Motive (Ostböhmische Galerie)
- 1966 Brünn, 2. Biennale der angewandten Grafik (SČVU, MGB)
- 1967 Hluboká nad Vltavou, Tschechische Tapisserie des 20. Jahrhunderts (AJG)
- 1969 Prag, Illustration
- 1970 Strakonice, Hložník, Lidický, Troup (Museum von Central Pootaví)
- 1971 Havlíčkův Brod, Tschechische Illustration
- 1972 Brünn, Internationale 5. Biennale der angewandten Grafik Roudnice nad Labem, Zeitgenössische tschechische Illustration (GVU Roudnice)
- 1975 Budapest, Tschechische Illustration Hluboká nad Vltavou, Südböhmen im Werk unserer Maler (AJG)
- 1980 Brünn, Internationale Biennale für angewandte Grafik
- 1981 Bratislava, Biennale der Illustration BIB #81
- 1984 Hluboká nad Vltavou, Tschechische Zeichnung des 20. Jahrhunderts aus den Sammlungen der AJG
- 1987 Prag, Ausstellung der Prager Mitglieder der Tschechischen Kunstunion
- 1988 Prachatice, Region Prachatice im Fachbereich Bildende Kunst (AJG)